# 조항조
조항조(본명: 홍원표, 10월 16일 ~ )는 대한민국의 트로트 가수로 1976년 언더그라운드 라이브클럽에서 록 음악을 첫 시작하여 2년 후 1978년에 그룹 사운드 《서기 1999년》의 리드 보컬리스트로 〈나 정말 그대를〉이라는 노래를 발표하면서 가수 활동을 본격 시작했고, 1997년에 발표한 〈남자라는 이유로〉(작사: 김순곤 / 작곡: 임종수)가 빅히트를 치면서 인기 가수로 거듭났다. 이후 슬로우 비트의 발라드와 트로트를 섞어놓은 듯한 음악들을 주로 추구하였다. 2013년에 그가 발표한 《사랑찾아 인생찾아》는 KBS 주말드라마였던 《왕가네 식구들》 배경음악으로 쓰였고, 2015년에 그가 발표한 《그놈에 사랑》은 KBS 일일드라마였던 《가족을 지켜라》의 배경음악으로 쓰였다. 2016년 6년만의 정규앨범 기다림 Part 1 《때》 등 서정적이고 공감가는 가사들로 이루어진 음악으로 구성된 음반을 발매하고 있다.

## 앨범
- 2020년 싱글 《말하는대로》
- 2020년 싱글 《후》
- 2020년 《기막힌 유산》 OST 《걱정마라 지나간다》
- 2020년 싱글 《하늘아》
- 2020년 싱글 《수고했다》
- 2020년 싱글 《당신이어서》
- 2019년 싱글 《러브샷 LOVESHOT》
- 2019년 싱글 《아버지》
- 2019년 싱글 《나이가 든다는건》
- 2019년 싱글 《미드나이트 순천》
- 2019년 기다림 세번째 《그 사람이어야 합니다. (한사람)》
- 2018년 기다림 두번째 《옹이》
- 2018년 싱글 《내 이름》
- 2018년 싱글 《위하여》
- 2018년 《착한 마녀전》 OST《오빠가 뛴다》
- 2018년 싱글 《간주중》
- 2017년 싱글 《고맙소》
- 2016년 《불어라 미풍아》 OST 《브라보 (BRAVO》
- 2016년 기다림 Part 1《때》
- 2015년 싱글 《사랑이 밥이더냐》
- 2015년 《가족을 지켜라》 OST 《그놈에 사랑》
- 2014년 《최고의 결혼》 OST 《최고의 결혼》
- 2014년 《기분 좋은 날》 OST 《사랑꽃》
- 2013년 《왕가네 식구들》 OST 《사랑찾아 인생찾아》
- 2012년 《거짓말 (2012 Ver.)》
- 2010년 《가지마》
- 2005년 《만약에》 《거짓말》
- 2004년 《흔들린 사랑》 《남자반 여자반》
- 2000년 《SHALL WE DANCE》 《사나이 눈물》
- 1997년 《남자라는 이유로》
- 1991년 《하루라도 빨리》
- 1991년 《한번만 더》
- 1990년 《이름모를 그 여인》
- 1990년 《허무한 사랑》
- 1986년 《구겨진 마음》
- 1981년 《포구》
- 1981년 《어쩌다 한번》
- 1979년 《외출》
- 1978년 《나 정말 그대를》

## 텔레비전 출연
- KBS 《전국노래자랑》 초대가수 다수 출연
- MBC 《MBC가요베스트》 초대가수 다수 출연
- SBS 《전국 톱 10 가요쇼》 초대가수 다수 출연
- KNN 《쑈! TV유랑극단》 초대가수 출연
- KBS 《가족오락관》
- SBS 《도전 1000곡》
- KBS부산방송총국 《뮤직 토크쇼 가요 1번지》 MC
- KBS부산방송총국 《특집 KBS 숲속음악회》 초대가수 출연
- KBS 《불후의 명곡》 오승근&조항조 편
- MBC 《미스터리 음악쇼 복면가왕》 부활한 백투더퓨처
- MBC every1 《나는 트로트 가수다》
- MBC every1 《주간 아이돌》
- TV조선  《신청곡을 불러드립니다 - 사랑의 콜센타》
- TV조선 《내 사랑 투유》
- 2020.12.05. ~ 2021.02.20.  KBS 2TV 《트롯 전국체전》 충청지역 감독
- 2020.12.27. KBS 1TV 《전국노래자랑》 가수편, 대상 (656점)
- 2022.09.07. ~ 2022.09.14. MBN 《우리들의 트로트》
- 2022.12.20. ~ 2023.03.07. MBN 《불타는 트롯맨》심사 위원
- 2023.12.25. tvN STORY  《회장님네 사람들》
- 2024.9.12.  TV조선 《미스쓰리랑》

## 수상
- 2020.12.27. KBS 1TV 《전국노래자랑》 가수편, 대상
- 2020년 제1회 트롯어워즈 트롯 100년 남자 베스트 가수상
- 2014년 MBC 가요베스트 대제전 대상 수상
- 2014년 제22회 대한민국문화연예대상 가수 대상
- 2012년 제18회 대한민국 연예예술상 10대 가수상
- 2010년 제16회 대한민국 ㆍ연예예술상 연예발전공로 우정상
- 2007년 제14회 대한민국 연예예술상 성인가요가수상
- 2006년 제13회 대한민국 연예예술상 성인가요가수상
- 2005년 제12회 대한민국 연예예술상 연예봉사상 수상
- 2005년 국무총리 표창
- 2003년 SBS 가요대전 트로트 부문상
- 2003년 KBS 가요대상 올해의 가수상 성인부문

## 여담
- 자신이 불렀던 노래인 〈고맙소〉라는 노래를 성악가이자 트로트 가수인 김호중이 이 노래를 리메이크한 것으로 큰 화제를 불러모은 것으로 드러나고 있다.
- MBC every1 〈나는 트로트 가수다〉에 출연해 최종 준우승을 차지하였다.
- TV조선 〈신청곡을 불러드립니다 - 사랑의 콜센타〉에 출연하여 총 6번의 100점이라는 전무후무한 기록을 세워 '조육백'에 등극했으며 임영웅과의 결승전 대결에서 승리하여 〈2020 트롯 왕중왕전〉 특집에서 최종우승을 차지하였다.